# Épée d'Attila
L'épée d'Attila, également appelée épée de Mars ou épée de Dieu (hongrois : Isten kardja), est l'arme légendaire portée par Attila le Hun. Au Moyen-Âge, la dynastie des rois de Hongrie Arpad fonde sa légitimité dans la possession d'une arme qu'ils assimilent à celle d'Attila.

## Histoire

### Le sceptre d'Attila
L'historien romain Jordanès, citant le travail de l'historien Priscus en a narré l'origine : « Un berger vit une génisse de son troupeau boiter et ne trouvant aucune cause à cette blessure suivit avec anxiété la trace de sang. Elle le mena à une épée que l'animal avait involontairement piétinée en broutant. Il la déterra et l'apporta à Attila. Celui-ci se réjouit de ce don et dans son ambition estima que les dieux le désignaient ainsi souverain du monde entier et que, par l'épée de Mars, la suprématie dans toutes les guerres lui était assurée. »  La référence au dieu Mars est évidemment due à l' interpretatio romana de Priscus, même si les Scythes révéraient un dieu assimilé à Arès par Hérodote, ce qui a conduit certains à imaginer qu'il avait été adopté par les Huns,. Les légendes hongroises l'appellent simplement « az Isten kardja », l'épée de Dieu.
La description de Priscus illustre comment Attila utilise l'arme à la fois comme un instrument militaire et comme un symbole de la faveur divine. L'historien Edward Gibbon explique que « la vigueur avec laquelle Attila brandissait l'épée de Mars a convaincu le monde qu'elle avait été réservée seule à son bras invincible ». Ainsi, elle devient un sceptre, représentant le droit d'Attila à la domination.

### L’emblème des Arpad
Au XIe siècle, quelque 500 ans après la mort d'Attila, une épée qui lui aurait appartenu refait surface selon Lambert de Hersfeld, qui l'associe à la dynastie des rois hongrois Árpád récemment établie. Ceux-ci se réclament descendants d'Attila et en tirent légitimité.
L'historien du XVIe siècle Jean Pistorius détaille une histoire de l'épée : la reine-mère (Anastasia de Kiev) du roi Salomon de Hongrie la donne à Otton, duc de Bavière, qui avait exhorté l'empereur à rétablir les possessions de Salomon. Otton la cède à Dedus, fils cadet du margrave Dedus. Elle revient à l'empereur Henri IV après sa mort, lequel la donne à son conseiller Léopold de Mersburg : celui-ci meurt empalé sur sa propre épée lors d'une chute de cheval — un châtiment divin selon les partisans de son rival Otton.
Les vraies circonstances de la découverte de cette épée resteront probablement inconnues. Elle pourrait être la vieille arme exhumée dans le village croate de Miholjanec, initialement identifiée à Joyeuse, l'épée de Charlemagne.
Aucune preuve ne vient étayer un quelconque lien avec Attila. L'épée, maintenant au Kunsthistorisches Museum de Vienne semble plutôt dater du début du Xe siècle et est peut-être de fabrication hongroise.